# Пятничино
Пятничино — упразднённая деревня в Себежском районе Псковской области России. Вошло в черту деревни Шкигино, ныне урочище на территории городского поселения Сосновый Бор.

## География
Находится на юго-западе региона и района, в пределах Прибалтийской низменности, в зоне хвойно-широколиственных лесов, примерно в 1 км от государственной границы с Латвией (Лудзенский край), у современной автомагистрали «Москва—Рига» (М-9).

## Климат
Климат, как и во всем районе, умеренно континентальный. Характеризуется мягкой зимой, относительно прохладным летом, сравнительно высокой влажностью воздуха и значительным количеством осадков в течение всего года. Средняя температура воздуха в июле +17 °C, в январе −8 °C. Средняя продолжительность безморозного периода составляет 130—145 дней в году. Годовое количество осадков — 600—700 мм. Большая их часть выпадает в апреле — октябре.

## История
На карте Псковской губернии 1888 года обозначена как Пятничина, к югу от деревни Шкигина.
В предвоенные годы обозначена как хутор Пятничина.
В 1941—1944 гг. местность находилась под фашистской оккупацией войсками Гитлеровской Германии.

## Инфраструктура
Было личное подсобное хозяйство.

## Транспорт
Шла просёлочная дорога к деревне.